# Dalton Terror
Dalton Terror is een vrijevaltoren in het Belgische pretpark Walibi Belgium, gebouwd door Intamin AG en geopend in 1998. De 77 meter hoge toren bevindt zich in de themagebied Adventure World en is als oriëntatiepunt over het hele park zichtbaar. Het was het laatste project van Eddy Meeùs, stichter van Walibi Wavre, alvorens Six Flags het park overnam.

## Thema
De thematisering was oorspronkelijk gebaseerd op de Daltons uit de Belgische stripreeks Lucky Luke. Vanaf 2014 verliepen de rechten voor het gebruik van de figuren van Lucky Luke. Bijgevolg moest Walibi Belgium de torsobeelden van de Daltons op de gondels van de attractie verwijderen. In 2015 kreeg de Dalton Terror een geheel nieuwe look om alle verwijzingen naar de figuurtjes te doen vergeten. De eerst gele toren kreeg een bruine kleur, de paarse gondels werden geel/oranje geschilderd. Tegenwoordig heet het themagebied Adventure World.

## Trivia
- Dalton Terror behoort tot de snelste pretparkattracties van de Benelux. Het dient enkel Kondaa in Walibi Belgium (113 km/u) en Fury in Bobbejaanland (106,6 km/u) voor te laten. In vrije val halen de gondels een snelheid van 106 km/u, even snel als Goliath in Walibi Holland.
- De Dalton Terror was in zijn soort, vanaf zijn opening tot 2002, de hoogste drop tower van Europa.[bron?] Vandaag is hij nog steeds de hoogste in de Benelux.

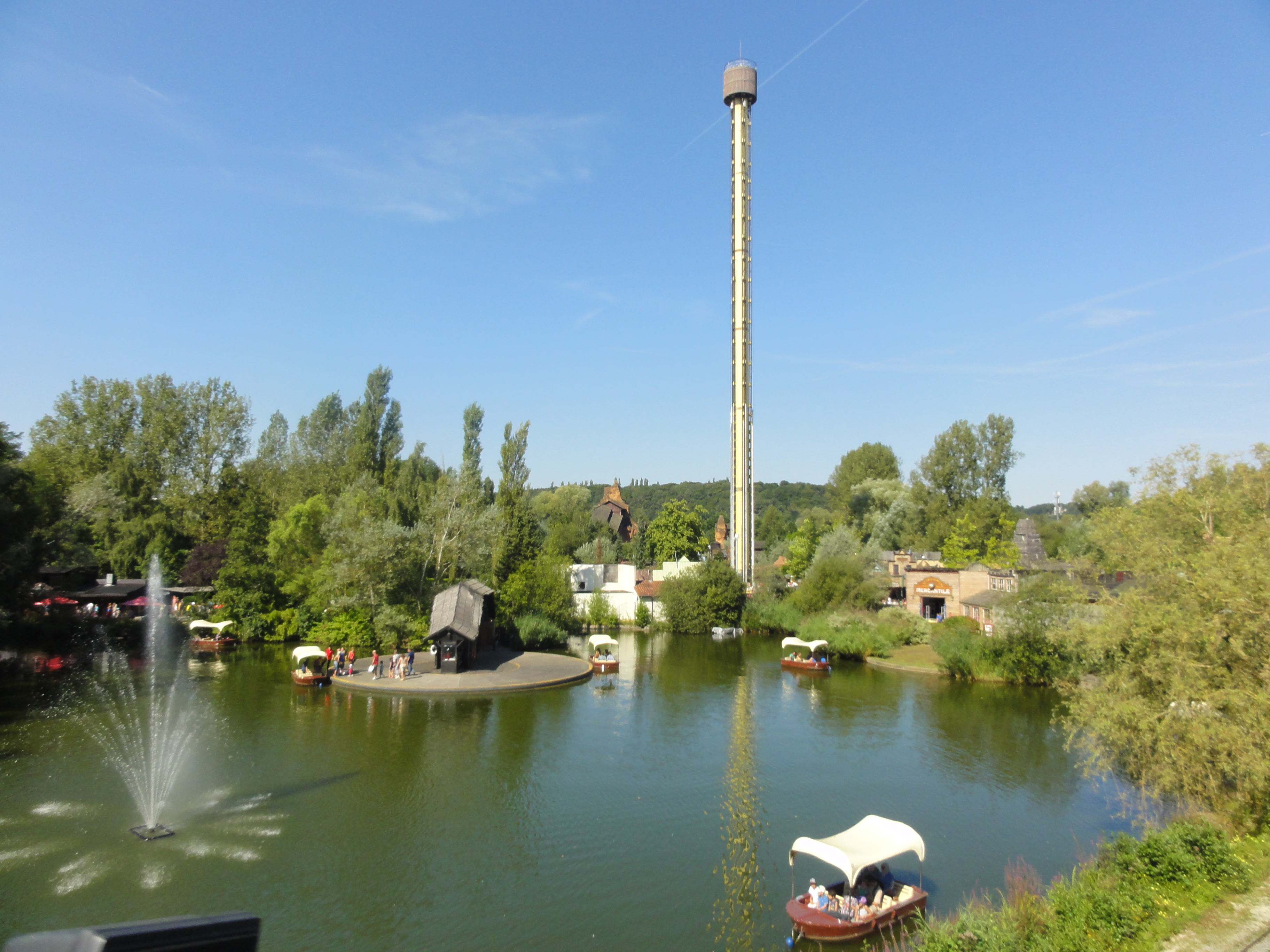
Dalton Terror als oriëntatiepunt

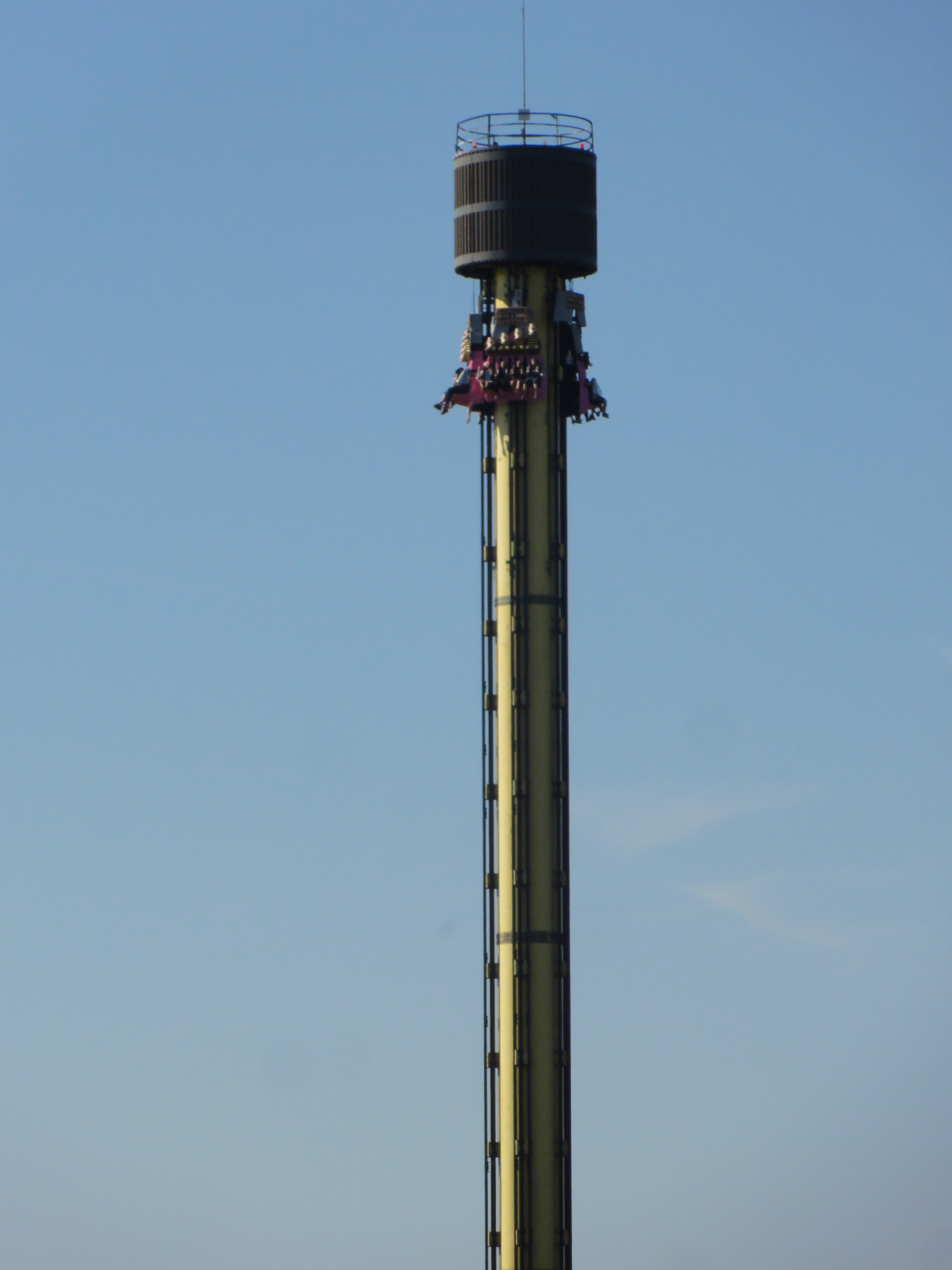

Afbeeldingen · Geschiedenis van Walibi Belgium